# Andrew Mitchell (homme politique canadien)
Pour les articles homonymes, voir Andrew Mitchell et Mitchell.
Andrew (Andy) Mitchell (né le 21 avril 1953) est un directeur de banque et homme politique fédérale de l'Ontario.

## Biographie
Né à Montréal au Québec, M. Mitchell devint député du Parti libéral du Canada dans la circonscription fédérale ontarienne de Parry Sound—Muskoka en 1993. Réélu en 1997, 2000 et en 2004, il fut défait en 2006. 
Durant son passage à la Chambre des communes, il fut ministre des Affaires indiennes et du Nord canadien de 2003 à 2004 et de l'Agriculture et de l'Agro-alimentaire de 2004 à 2006. Il fut également Secrétaire d'État affecté aux Parcs de 1997 à 1999 et du Développement rural et de l'Initiative fédérale du développement économique dans le Nord de l'Ontario de 1999 à 2003, ainsi que ministre d'État chargé de l'Initiative fédérale du développement économique pour le Nord de l'Ontario de 2005 à 2006.
Après sa défaite, le chef intérimaire libéral Bill Graham le nomma au poste de chef du personnel. Plus tard en 2006, il devint président de la Corporation du développement économique de la région du grand Peterborough. Il servit ensuite comme directeur d’agence bancaire à Cornwall, Elliot Lake et Gravenhurst. Enfin, il fut président de la chambre de commerce du Nord-est ontarien, d'Elliot Lake et de Gravenhurst en plus d'être directeur de la chambre de commerce de l'Ontario.